# Elaphoglossum oreophilum
Elaphoglossum oreophilum är en träjonväxtart som beskrevs av Alejandra Vasco. Elaphoglossum oreophilum ingår i släktet Elaphoglossum och familjen Dryopteridaceae. Inga underarter finns listade.